# 自反关系
自反关系是在逻辑学和数学中一种特殊的二元关系，这样的二元关系被称为自反的，也被称为具有自反性。自反關係的一個例子是關於實數集合的“等於”關係，因為每個實數都等於它自己。对称性、传递性以及自反性是定義等價關係的三個屬性。

## 定义
对于集合X上的二元关系R，若满足：取X裡任一元素a，且滿足對於所有a皆存在(a,a)在R集合中，则称二元关系R是自反的，或称R具有自反性，或称R为自反关系。

## 相关概念
{\displaystyle \forall a\in X}，a = a，在一些系统中称为相等公理。
一個反自反（irreflexive, anti-reflexive）的關係，是在一個集合中沒有元素與自身相關的二元關係。例如實數上的“大於”關係（x> y）。請注意，沒有自反的各種關係，並不全都是反自反的；有些關係中，部分元素與自己相關，而部分不是。例如，“x和y的乘積是偶數”的二元關係在偶數集上是自反的，在奇數集上是反自反的，在自然數集上既不是自反，也不是反自反。
關於集合S上的一個關係，如果與某個元素相關的每個元素也與它自己有關，形式上就稱為準自反：∀x，y∈S：x〜y⇒（x〜x∧y〜y）。一個例子是關於實數序列集合的“具有相同極限”的關係：並不是每個序列都有一個極限，因此這個關係不是自反的，但是如果一個序列與某個序列具有相同的極限，具有與其本身相同的限制。
S上二元關係的自反閉包是S上最小的自反關係，它是〜的超集。等價地，它是S與S上的同一性關係的聯合，形式如下：（≃）=（¯）∪（=）。例如，x <y的自反閉包是x≤y。
在集合S上的二元關係的自反性約化或反自反核是最小的關係≆，使得≆共享與〜相同的自反閉包。它可以被看作是自反封閉的反面。 它相當於S上關於〜的形式關係的補充，形式上是：（≆）=（〜）\（=）。也就是說，除了x〜x是真的，它相當於〜。例如，x≤y的自反減少是x <y。

## 特殊的自反关系
满足传递性的自反关系称为预序关系。满足反对称性的预序关系称为偏序关系。满足对称性的预序关系称为等价关系。

## 举例
自反关系举例：
- 等于
- 是……的子集（集合的包含）
- 小于等于、大于等于
- 整除

## n元素集合之上的關係
一個“n”-元素集合上，自反關係的數目是2n2−n.
| n    | 全部    | 遞移    | 自反    | 預序    | 偏序    | 全預序            | 全序    | 等價           |
| ---- | ------- | ------- | ------- | ------- | ------- | ----------------- | ------- | -------------- |
| 0    | 1       | 1       | 1       | 1       | 1       | 1                 | 1       | 1              |
| 1    | 2       | 2       | 1       | 1       | 1       | 1                 | 1       | 1              |
| 2    | 16      | 13      | 4       | 4       | 3       | 3                 | 2       | 2              |
| 3    | 512     | 171     | 64      | 29      | 19      | 13                | 6       | 5              |
| 4    | 65536   | 3994    | 4096    | 355     | 219     | 75                | 24      | 15             |
| n    | 2n2     |         | 2n2−n   |         |         | Σn k=0 k! S(n, k) | n!      | Σn k=0 S(n, k) |
| OEIS | A002416 | A006905 | A053763 | A000798 | A001035 | A000670           | A000142 | A000110        |